# Mordellistena caledonica
Mordellistena caledonica es una especie de coleóptero de la familia Mordellidae.

## Distribución geográfica
Habita en Nueva Caledonia.